# Hotel Riu Plaza Guadalajara
El Hotel Riu Plaza Guadalajara es un rascacielos ubicado en la ciudad de Guadalajara, Jalisco, cuya construcción comenzó en marzo de 2009 y finalizó en junio de 2011. Con 204 metros de altura es el edificio más alto de la ciudad y su área metropolitana, y el duodécimo más alto de México.
Su construcción comenzó en marzo de 2009, y tras 2 años de trabajos fue abierto al público en junio de 2011. Cuenta con 42 plantas habitables, en las cuales se encuentran distribuidas las 550 habitaciones que lo componen, además de tener diversos restaurantes, salones de eventos así como un lujoso penthouse ubicado en el piso 42. Sobre la azotea del penthouse se localiza un helipuerto así como los cuartos de mantenimiento. Un pináculo corona su parte más alta ubicada a 189.5 metros de altura añadiendo poco más de 14.5 metros de altura al edificio sin contar la antena.

## Incendio durante su construcción
El 16 de febrero de 2011, el hotel sufrió dos incendios en los pisos 11 y 24, originado por una explosión en un tanque de Gas LP, confirmándose 2 trabajadores muertos y 16 lesionados.
 A causa de este siniestro las obras del hotel quedaron clausuradas por tiempo indefinido.
El incendio no produjo daños a la estructura del edificio, sin embargo en el área donde se encuentra la alberca del hotel, trabajadores de la Secretaría de Obras Públicas de Guadalajara, detectaron grietas, aunque no representaron un peligro para la estructura del edificio.

## Datos clave
- Altura: 204[2] metros
- Área Total:  8,190 metros cuadrados.
- Estructura de concreto armado

- Rango en cuanto a su nivel construido: 	
  - En Guadalajara: 1.º lugar
  - En el Área Metropolitana: 1.º lugar[2]

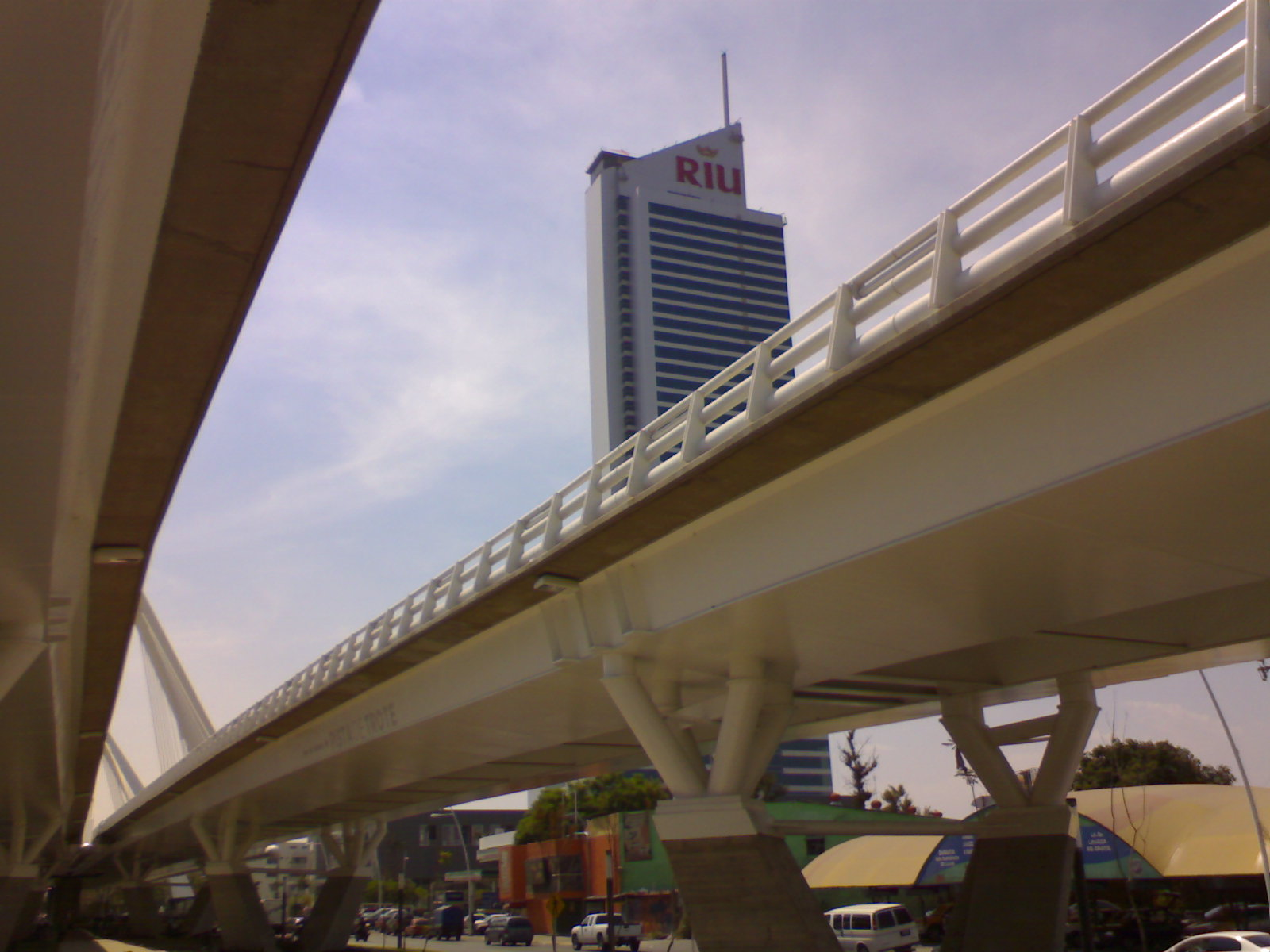
Hotel Riu visto desde la Avenida Lázaro Cardenas

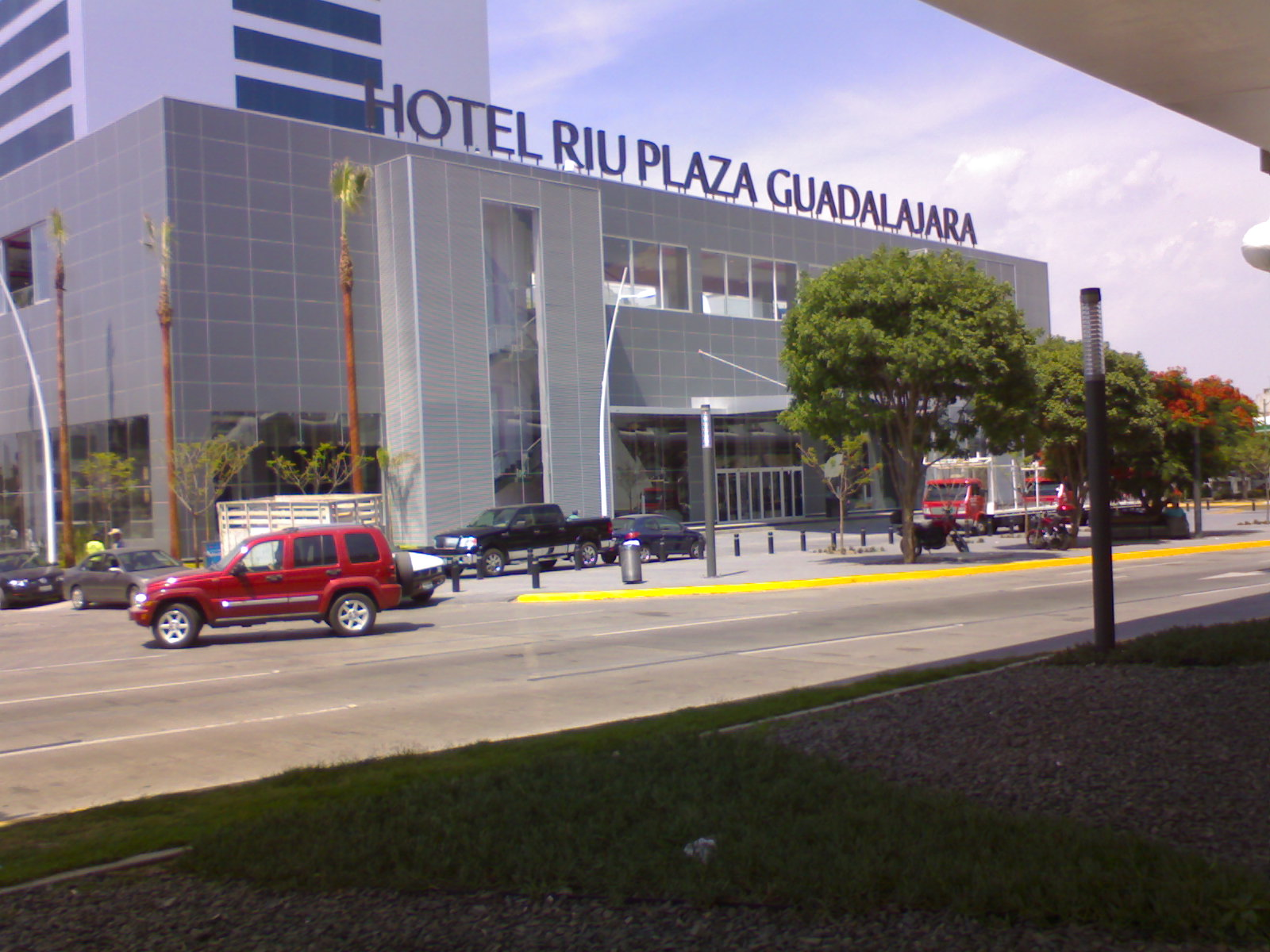
Vista trasera de la planta baja

  - En México: 12.º lugar[2]
  - En el mundo: 2000.º lugar[2]

## Marcas
Al momento de terminar su construcción, el Hotel Riu Guadalajara Plaza contó con diversas marcas de altura y otros detalles:
- Edificio más alto de Guadalajara y su zona metropolitana
- Primer edificio fuera de la Ciudad de México en superar los 200 metros de altura.
- Edificio más alto de México fuera de la capital, (superando a la Torre Ciudadana de Monterrey)
- Hotel más alto de México y de Latinoamérica superando al St. Regis Hotel & Residences de la Ciudad de México (Marca aun vigente en 2024 como edificación de uso 100% hotelero)
- Decimocuarto hotel más alto del mundo superando al Ritz-Carlton Yakarta

## Proceso constructivo
Para su construcción se realizó una excavación profunda puesto que cuenta con tres plantas de sótano y debajo de estas se ubica la cimentación realizada por parte del Grupo Citemex. Alrededor de la excavación se construyó un muro de contención anclado a tierra firme. Este muro se hizo con un armado de acero y mediante el proceso de concreto lanzado. Por su parte la cimentación cuenta con 113 pilotes de 0.6 a 2.0 metros de diámetro enterrados a una profundidad de 10 y 15 metros.
La superficie donde se erige este edificio es de 8,190.99 m². Los principales materiales empleados fueron concreto, acero y vidrio. Ya que en su estructura cuenta con columnas y entrepisos hechos a base de concreto armado con acero y su fachada está constituida a base de cristal.
El Hotel Riu Plaza Guadalajara es el segundo hotel en el mundo que esta prestigiosa cadena española construye en una ciudad, ya que generalmente estos hoteles se localizan en playas.